# ピエタ (ミケランジェロ)

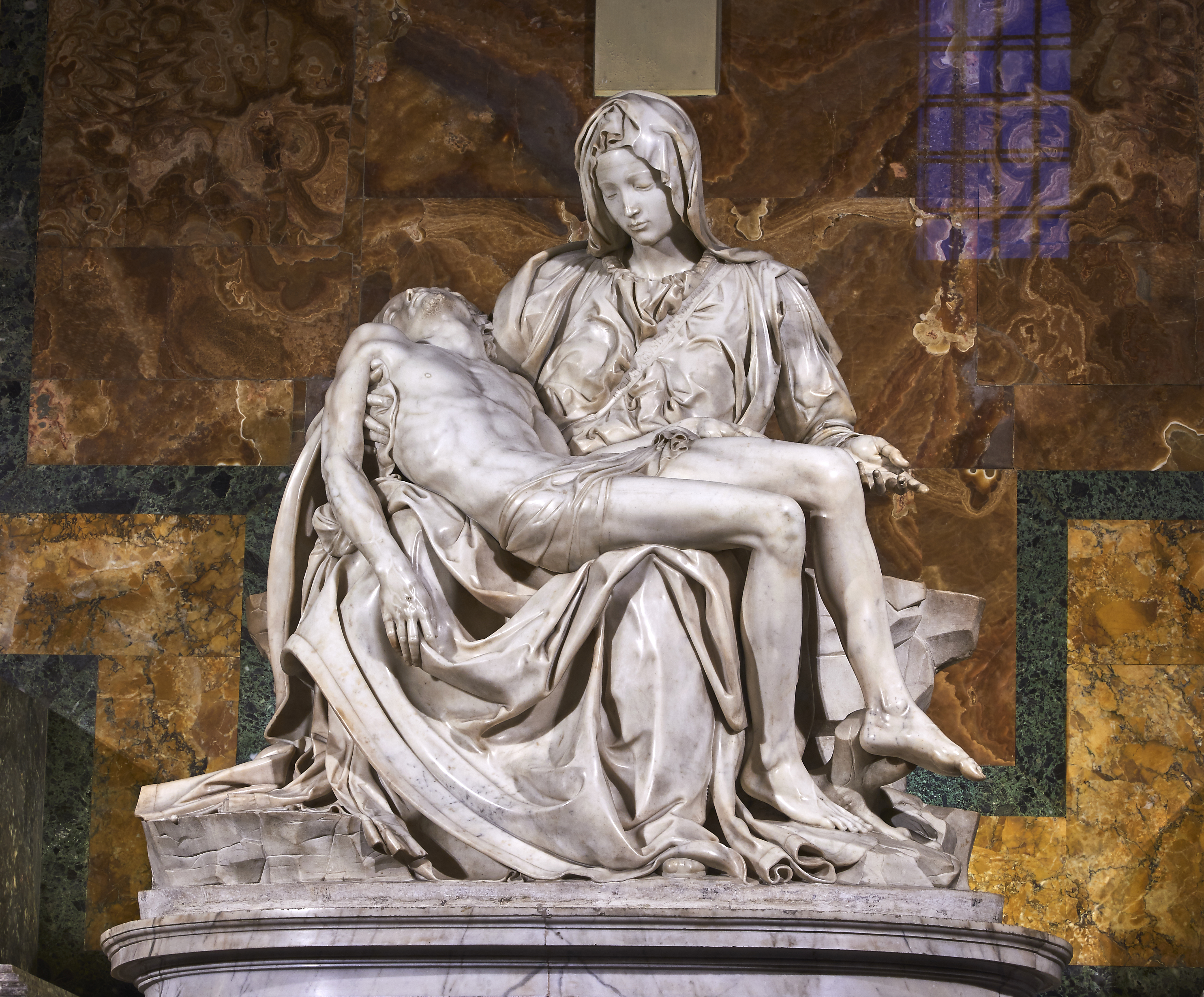
『サン・ピエトロのピエタ』はミケランジェロの数ある彫刻の中でもダビデ像と並ぶ最高傑作である。

この項では、イタリアの芸術家・ミケランジェロ（1475年 - 1564年）が「ピエタ」（Pietà、慈悲などの意）を題材として制作した、4体の彫刻作品について記述する。
ピエタは聖母子像の一種であり、磔刑に処されたのちに十字架から降ろされたイエス・キリストと、その亡骸を腕に抱く聖母マリアをモチーフとする宗教画や彫刻などのことである。
ミケランジェロが制作した4作品（ただし、完成したのは『サン・ピエトロのピエタ』のみ）の通称と制作年、現在の収蔵場所は以下の通りである。
1. 『サン・ピエトロのピエタ』（1498年 - 1500年、サン・ピエトロ大聖堂）
2. 『フィレンツェのピエタ』（1547年？ - 、フィレンツェ、ドゥオーモ博物館）未完成
3. 『パレストリーナのピエタ』（1555年？ - 、フィレンツェ、アカデミア美術館）未完成
4. 『ロンダニーニのピエタ』（1559年 - 、ミラノ、スフォルツァ城博物館）未完成

とりわけ『サン・ピエトロのピエタ』は、他の芸術家によっても同じ題材で数多く作られたピエタと比較しても肩を並べるもののない傑作であり、これによってミケランジェロの名声は確立された。また、視力を失いながら手探りで制作を続けたといわれる4作目『ロンダニーニのピエタ』はミケランジェロの遺作となった。

## サン・ピエトロのピエタ

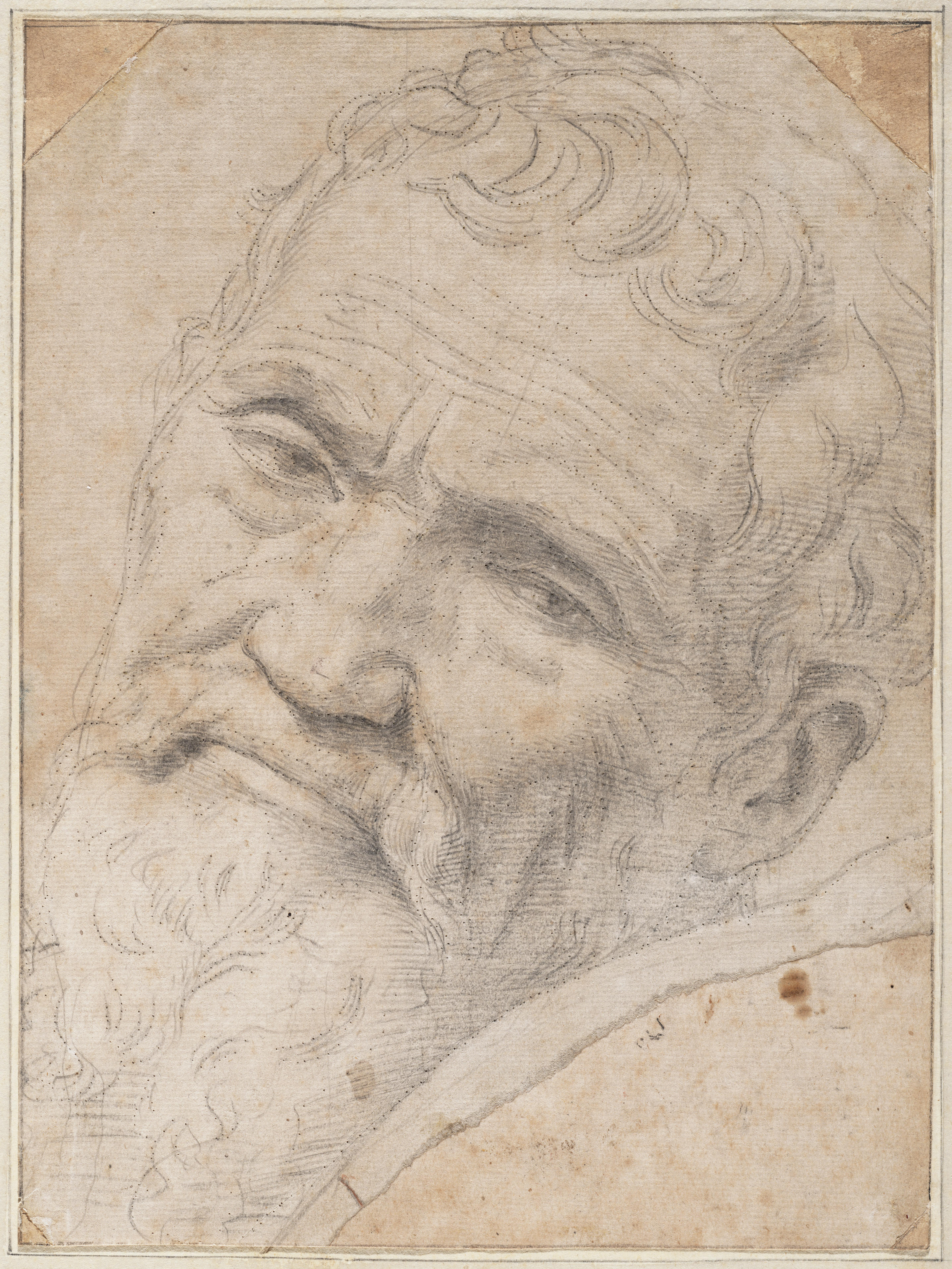
ミケランジェロの肖像、ダニエレ・ダ・ヴォルテッラ筆。

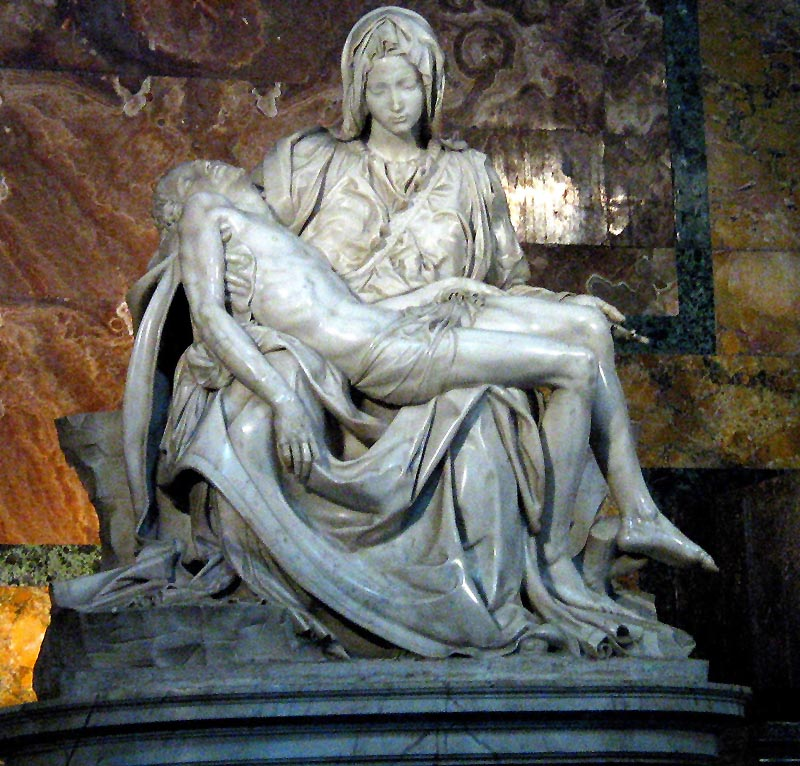
『サン・ピエトロのピエタ』。

### 概要
『サン・ピエトロのピエタ』（1498年 – 1500年）はローマのサン・ピエトロ大聖堂収蔵の大理石彫刻の一つであり、「ピエタ」を題材とする作品の中でも第一に挙げられるものである。古典的な調和、美、抑制というルネサンスの理想の最終到達点ともいうべき完成度を誇り、ミケランジェロの数多い作品の中でもとりわけ洗練され精緻を極めたものとなっている。

#### 完成まで
ミケランジェロは故郷フィレンツェの政情不安や芸術の中心地ローマへの関心からフィレンツェを離れて1496年以来ローマに滞在し、この地でリアリオ枢機卿のために『バッカス』の彫像などを制作していた。ある時、ミケランジェロのもとへ、同地に大使として派遣されていた元サン・ドニ修道院長のフランス人枢機卿ジャン・ド・ビレール・ド・ラグロラからピエタの制作依頼が入った。枢機卿は自分の葬儀の記念のためのピエタ像を求めていたのである。1498年8月27日、枢機卿とミケランジェロは金貨450ドゥカーティの報酬で契約を交わした。同年12月、ミケランジェロはみずから石切り場へ出向いて大理石を手に入れ、制作を開始した。
枢機卿が定めた制作期限は1499年8月であった（この月の6日に枢機卿は死去した）が、ミケランジェロがこれに間に合わせることができたのかどうかは定かではない。ミケランジェロはその後1501年5月にフィレンツェへ戻るが、その間に作られた作品がわずかに未完成の絵画が一点のみであることから、少なくとも1500年までは大作ピエタのために忙殺されていたのだろうという推測が一般的である。
イエス・キリストの亡骸を抱き悲嘆に暮れる聖母マリアという題材は、フィレンツェの画家たちには先例があったが、彫刻で取り上げられるのはきわめて斬新なことであった。しかし北方、とりわけ枢機卿の故郷フランスやドイツでは伝統的にピエタの木像が作られ、聖金曜日の典礼などで用いられていた。またボローニャのサン・ドメニコ教会にはドイツ人の手になるピエタ像があることから、制作に際してミケランジェロがこれらの作品を念頭に置いていたかもしれないことは充分に推測可能である。これらの先例を独特の手法で消化吸収しながら、ミケランジェロは彫鏤を重ねた。

#### 完成後
およそ2年をかけてミケランジェロは大理石の一枚岩からかつてなく壮麗な彫刻を創り上げた。制作にあたり「ピエタ」という題材について彼の下した解釈は、過去の他の芸術家たちとは大きく異なるものであった。失意に沈む年配の女性として表現されるのが通例であった聖母マリアの姿を、ミケランジェロは若々しく穏やかで神々しい女性に仕立て上げたのである。息子イエスよりも若く見えることについて枢機卿は「マグダラのマリアの間違いではないか」と非難した（ドレスの裾からマリアの爪先がわずかに覗いていることからも、この指摘は的外れなものではない）が、ミケランジェロは「原罪のない聖母マリアは歳をとらない」と断言した（解釈については後段で詳述）。また磔刑の傷跡は小さな釘の跡と脇腹の傷だけに限定されており、足は無傷である。
『サン・ピエトロのピエタ』が最初に設置されたのは現在のサン・ピエトロ大聖堂ではなく、その南翼廊近くのサン・ペトロニッラ礼拝堂にあるジャン・ド・ビレール枢機卿の墓の上であった。この礼拝堂はのちに大聖堂再建計画にともないバシリカを改築するためドナト・ブラマンテによって取り壊されることが決まり、ピエタはサン・ピエトロ大聖堂内へ移されることとなった。その後もピエタは教会内を何度か移動し、1749年に現在の位置、サン・ピエトロ大聖堂のバシリカに入って右側すなわち北面にある第一礼拝堂（Holy doorと聖セバスティアヌスの祭壇のあいだ）に移された。この礼拝堂は、教皇が礼拝の儀式を執り行なう前に法衣をまとう場所となっている。

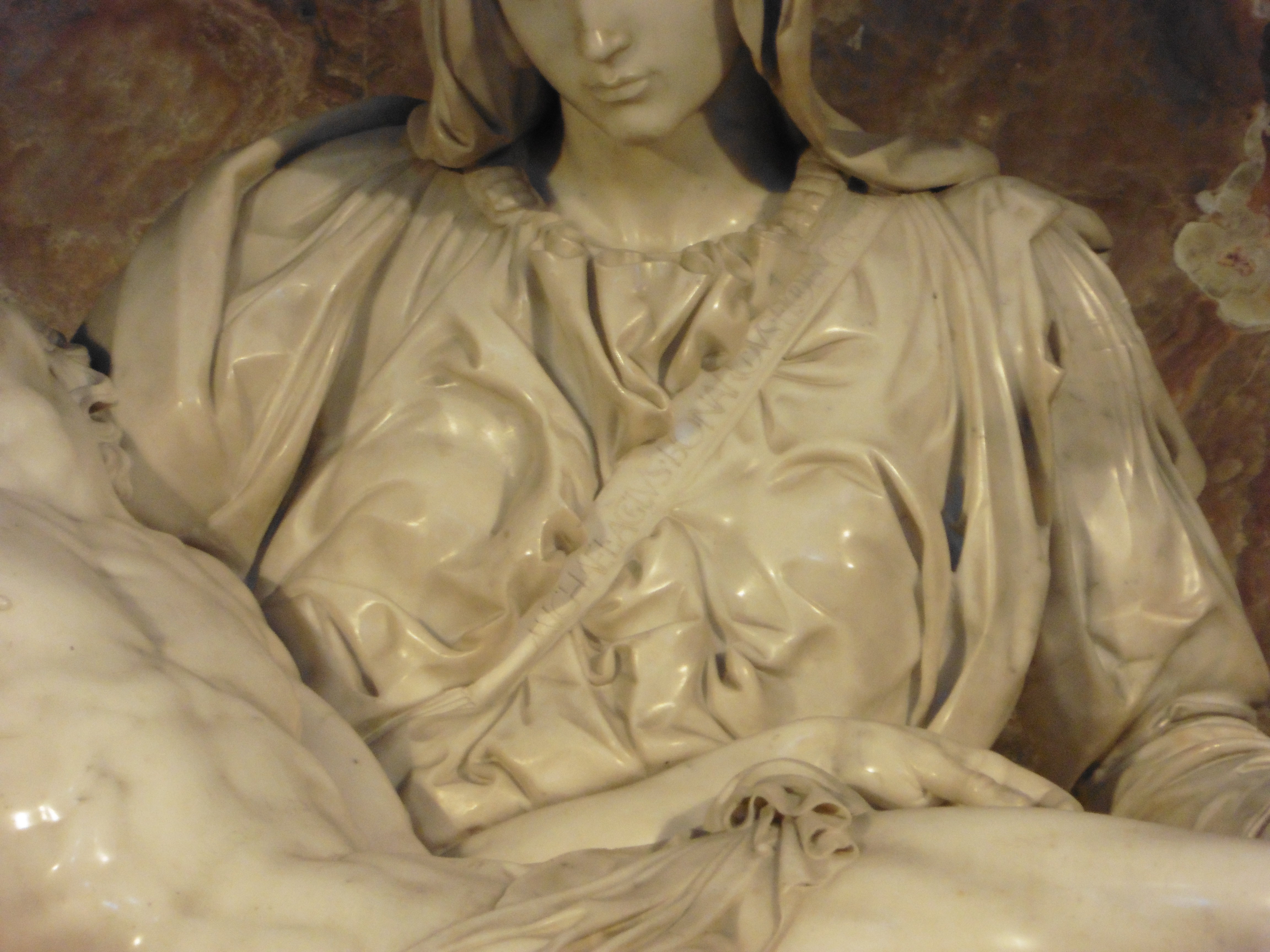
ピエタ（部分）。左肩から右脇へ垂れた帯の上にミケランジェロの現存する唯一の署名がある。

ジョルジョ・ヴァザーリの『画家・彫刻家・建築家列伝』によれば、ピエタの設置を終えてまもないころに「あれは二流彫刻家のクリストフォロ・ソラーリ（Cristoforo Solari）が創ったものだ」という噂がささやかれているのを耳にしたミケランジェロは怒りにかられ、夜中に教会へ忍び込んでマリアの肩から胸に下がる飾り帯の部分に「MICHAELA[N]GELUS BONAROTUS FLORENTIN[US] FACIEBA[T]（フィレンツェの人ミケランジェロ・ブオナローティ作）」と刻み込んだという（右写真参照）。のちにミケランジェロは発作的にこうした行為に出たことを後悔し、それ以後けっして自分の作品に名前を入れないことを誓った。そのため、『サン・ピエトロのピエタ』は彼がみずから署名を入れた唯一の作品となった。
後年、ピエタは少なからぬ損傷を被っている。1736年にはこの作品のあまりの美しさに正気を失った男によってマリアの左手の指四本が折られ、ジュゼッペ・リリオーニ（Giuseppe Lirioni）によって修復されているが、このときに修復者がマリアの仕種をより美しく見せようと誇張するなどの改竄を行なったのではないかと疑う研究者と、それを否定する研究者とに二分されている。
最も深刻な被害としては、1972年5月21日（聖霊降臨祭の日）に発生した、精神を病んだ地質学者ラスロー・トート（Laszlo Toth）が「俺はイエス・キリストだ」と叫びながら鉄鎚でマリアの左腕、鼻、左目を叩き壊したものである（その直後、群衆に取り囲まれリンチ寸前となっている）。修復は困難と見られたが、綿密な修復作業を終えてサン・ピエトロ大聖堂の元の場所に戻された。現在では防弾ガラスのパネルによって保護されている。
なおバチカン公認のレプリカがバチカン博物館の他ポーランドのポズナンと韓国の盆唐区のカトリック教会にあるが、この修復作業のさいにはポズナンのレプリカがモデルとして参照された。

### 構成
本作はルネサンス美術に典型的な三角形の構図を取っており、聖母マリアの頭を頂点としながら、底辺となる台座（ゴルゴタの丘）に向かって他の二辺となるマリアのドレスの襞が徐々に広がってゆくことで三角形を形づくるようになっている。この三角形の上に、座っているマリア（垂直方向）と横たわるイエス（水平方向）を直交させて重ねるというのがミケランジェロのアイディアであった。しかし、ピエタにおいてイエスをマリアの膝の上に載せて描くのは絵画においては珍しくないが、彫刻においては困難であり、イエスがマリアにもたれかかるような形をとることの方が多い。成人男性であるイエスの頭や足は当然マリアの膝からはみ出ることとなり、その大理石の重さを支えるものがなくなるという力学的な理由からである（マリアのドレスは、三角形を描くという審美的な役割だけでなく、横たわるイエスの頭や足を支えるという物理的な役割をも果たしている）。

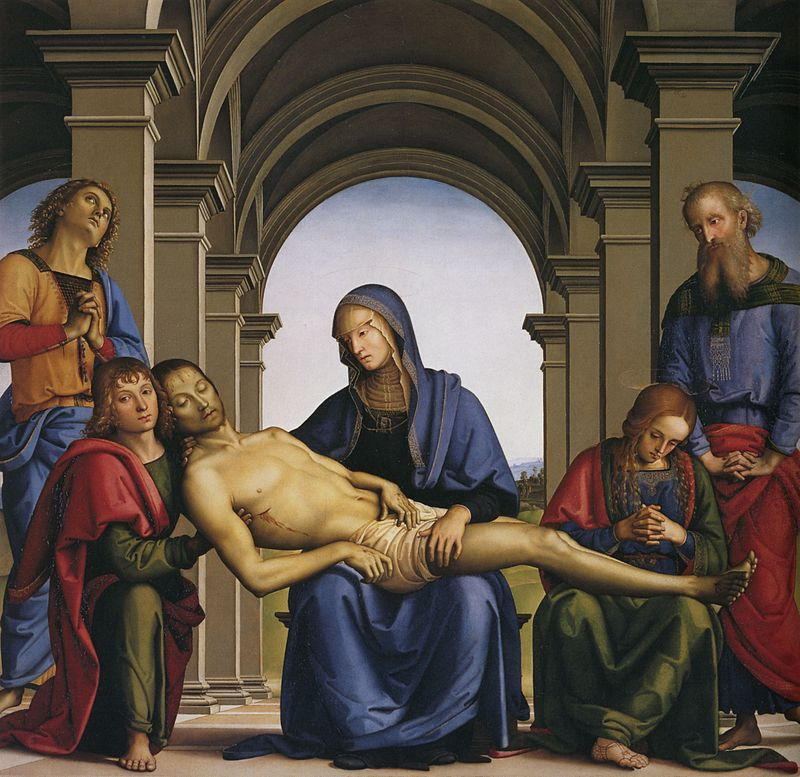
『ペルジーノのピエタ』。比較すると本作におけるマリアがいかに大女かが分かる。

この無理を冒すためにミケランジェロはあえて二人の像の均整を取らないという手段を採っており、かりにイエス像の大きさが等身大のものとすると、同じ縮尺で換算したマリアの身長はイエスより大きくなってしまうという不自然さが残る（とはいえ、マリア像の大半は彼女のドレスの内に隠されているため、まったく自然に見えないわけではない）。しかし、これはミケランジェロの設計ミスではない。例えばダビデ像なども下から見上げたときに均整の取れた肉体と映るよう設計されているため、真横から眺めるとどことなく不恰好に見える。同様の作為が施されたピエタ（前述の通り当初は別のところに展示されていた）の設置場所を変えたために生じたことであり、はじめから高所へ設置されることに決まっていたならば、観覧者の目の錯覚を逆利用して補正するように変形することがミケランジェロには可能だったことは明らかである。

### 解釈
聖母マリアが非常に若々しく表現されているという特色については、さまざまな解釈がなされている。ミケランジェロ自身が彼の伝記作家であり彫刻家仲間でもあったアスカニオ・コンディヴィに語った、「マリアの若さは彼女の不滅の純潔を象徴しているのだ」というものがその筆頭である。曰く、
純潔な女性がそうでない女性よりも瑞々しいままでありつづけるということを君は知らないのか? いわんやマリアにおいてをやだ。彼女は肉体を衰えさせるような劣情を一度も抱いたことがないのだからな。
次いでよく知られる解釈は、ミケランジェロがダンテの『神曲』から強く影響を受けたというものである。この詩篇に対するミケランジェロの熱中ぶりは、ボローニャにいたころは給料を支払ってまで『神曲』を暗誦できる者を傍に置いていたという逸話によっても知られる。「天国篇」第33歌において、マリアのために祈りを奉げる聖ベルナルドの「Vergine madre, figlia del tuo figlio （母なる処女、汝が子の娘）」という科白がある。マリアが「自分の息子の娘」になるのは、イエス・キリストは三位一体の位格の一つであるため、マリアは（他のすべての人間と同様に）イエスの子であるが、イエスの母であることもまた事実だという神学的な理屈だが、ミケランジェロはこれに依拠していたのだという説である。
第三の解釈は、前記引用文の後に続けてコンディヴィが記したミケランジェロ自身の言葉である。
聖母マリアのこうした瑞々しさと華やぐ若さは、自然の摂理によってだけではなく、神の力によっても支えられているものなのだ。
また、鑑賞者が実際に眼にしているのはまさに幼子のイエスを抱いているマリアの姿に他ならないのだとする説もある。マリアの若々しい容貌や穏やかな表情に加えその腕の位置などは彼女が自分の幼い子供を見つめているさまを表現しており、鑑賞者はそこに将来のイエスの姿を映し見ているのだというのである。
なお、ミケランジェロ自身は6歳のときに母を亡くし、その後里子に出されている。そこで、亡き母を思い描いて聖母に投影したという見方もある。
またカトリック教会には、聖母マリアの母が、原罪なくマリアを懐妊したという教義が存在する（聖母の無原罪の御宿り）。したがって聖母マリアは死を免れることになる。このために、カトリック圏で描かれる聖母マリアは例外なく若い女性の姿を取り、老いた聖母の図像は皆無である。なぜなら、老いは死の前兆であるので、死を免れたマリアは老いることもない、ということになるからである。ピエタの聖母が、処刑当時30歳前後と推定されるイエスの母としては若すぎる背景には、このような神学的観念も影響していると考えられる。

## フィレンツェのピエタ

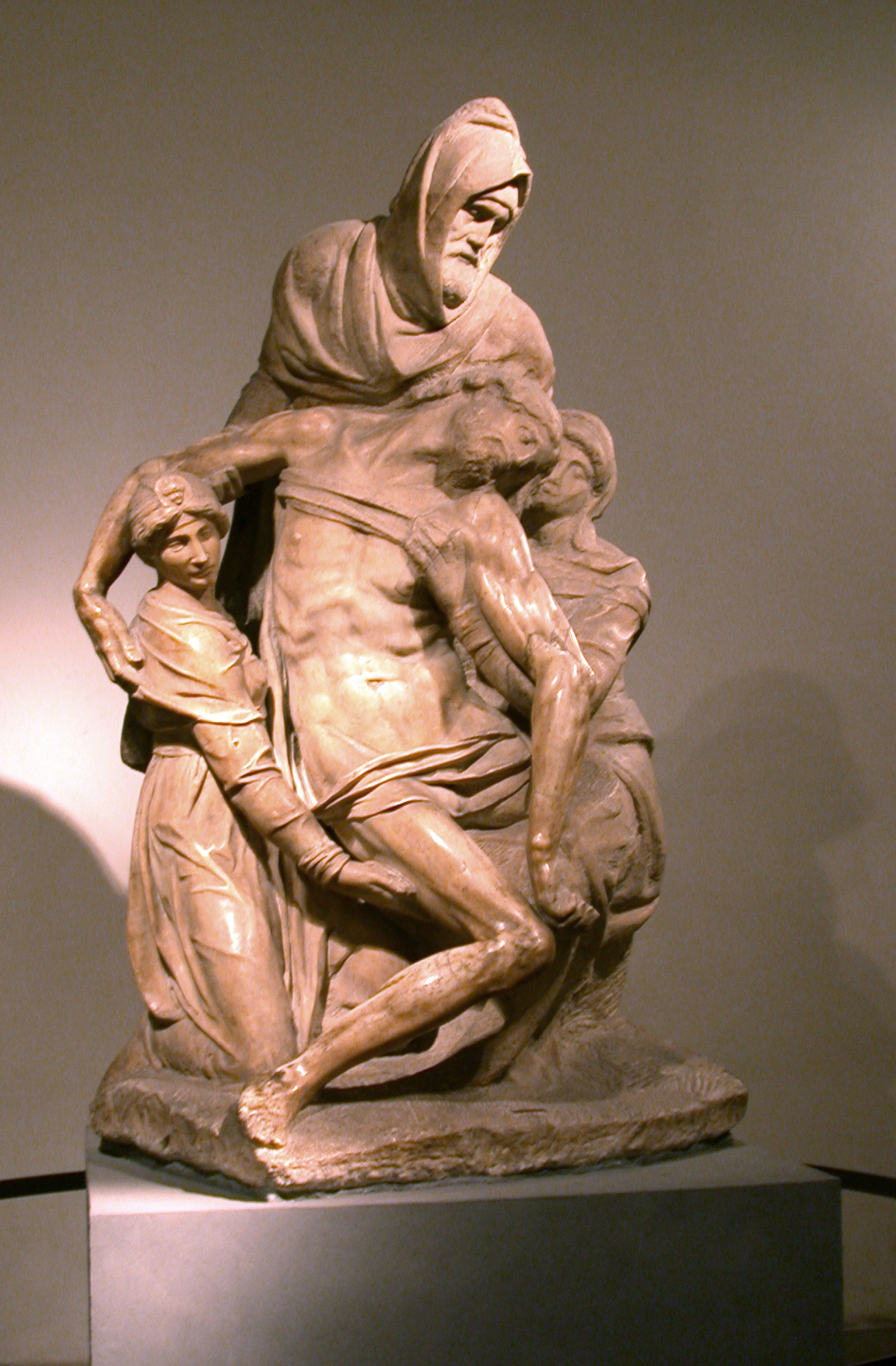
『フィレンツェのピエタ』。

### 概要
ミケランジェロが手がけた2つ目のピエタは、現在の収蔵場所であるフィレンツェのドゥオーモ博物館にちなんで『フィレンツェのピエタ』または『ドゥオーモのピエタ』と呼ばれる。正確な制作年代は明らかになっていないが、コンディヴィの伝記やヴァザーリの証言などから、1547年 - 1548年に着手して1552年 - 1553年まで制作を続けていたことはほぼ間違いのないこととされている。ともあれ、この作品はミケランジェロ自身の手によって壊され（彫刻家がみずからの作品を破壊した例としては最初のものである）、未完成のまま残されることとなった。
ミケランジェロがその晩年に制作した彫刻3点（『パレストリーナのピエタ』を真作と認めないならば2点）はいずれもピエタを題材とするものであった。1540年代の半ばを過ぎたころのミケランジェロは、親しい友人を次々と失ってゆく孤独感に加えて肉体の衰えも顕著になり、自身の死をも意識せざるをえなくなっていた。約半世紀ぶりにピエタの制作へ挑んだのは、それを自分の墓所に飾るためだったのである。1555年頃にこの作品の制作を放棄するまで、ミケランジェロはローマのサンタ・マリア・マッジョーレ大聖堂にこの像を飾り、その足下へ埋葬されることを望んでいたという証言をヴァザーリやコンディヴィがそれぞれ残している。
ミケランジェロがこの作品を途中で壊して制作を放棄するに至った原因や正確な日時についても、いくつかの食い違った証言が残っているばかりで判然としない。大理石の質が悪くてうんざりしていたので壊したという説や、イエスの足が不慮の事故で壊れたのが先で、ミケランジェロは止めを刺しただけだという説などがあるが、いずれにせよミケランジェロはこの作品にみずからハンマーを打ち下ろし、イエスの左の手足とマリアの腕が壊された。
像の主部と腕の破片は弟子のアントニオ・ダ・ウルビーノに与えられ、その後フランチェスコ・バンディーニに売却された。このバンディーニの依頼を受けて腕の破片を修復したのはティベリオ・カルカーニである。カルカーニは失われた足も新たに制作して取り付けることを考えたが、台座の前部中央に穴を開けたところで断念している（足の破片はダニエレ・ダ・ヴォルテッラが所有していたとも伝えられる）。そのため『フィレンツェのピエタ』はイエスの左足を欠いたままの姿で残されることとなった。その後1664年にメディチ家のコジモ3世がこれを買い取り、しばらくのあいだサン・ロレンツォ聖堂に置かれていたが、1721年にサンタ・マリア・デル・フィオーレ大聖堂に移転した。

### 構成
この作品には4人の人物が描かれている。十字架から降ろされたばかりのイエスの遺体（中央）、ニコデモ（上）、マグダラのマリア（左）、未完成のままの聖母マリア（右）である。
ミケランジェロがこの作品において心がけたのは、史実にもとづいた場面を描くことよりも「Non vi si pensa quanto sangue costa（いかほどの血が流れたのか、知るよしもなし）」（『神曲』「天国篇」第29歌）という自分自身に対する個人的な訓戒を形にすることだったようである。この一節は、彼が思慕を寄せる未亡人ヴィットリア・コロンナのために書いた「ピエタ」の素描において十字架の柱に書かれていたものであり、この素描の構図こそ、晩年に制作された一連のピエタの出発点となったものだからである。ただ、4人の人物の配置こそ引き継がれているものの、素描においては中央のイエスを囲んで上には十字架を背にして天を仰ぐ聖母マリアが、左右にはイエスの腕を取る2人の天使がいたのに対し、フィレンツェのピエタにおいてはマリアがいた位置にニコデモが、天使のいた位置に聖母とマグダラのマリアが置かれることになった点が注目に値する（フィリッポ・リッピによる先行作品を参考にした可能性が指摘されている）。サン・ピエトロのピエタではマリア1人がイエスの全身をしっかりと支えていたが、ここでは力なくずり落ちる遺体を3人が取り囲み、かろうじて支えているという痛ましい情景を描くことで、イエスの死が効果的に表現されている。

### 解釈
右に見える聖母マリアはほとんど粗彫りしかされていない状態であり、いかにも未完成だが、左のマグダラのマリアはほぼ仕上がっている。他の3人が切り分けられないままの状態であるがゆえに却って苦痛や恐怖を共有するかのような一体感をもつのに対し、1人だけ分離されたマグダラのマリアが「浮いて」しまっていることや、他の3人よりもサイズが小さすぎることなどから、マグダラのマリアだけ仕上がっているのは腕を修復したカルカーニの手が入っているためではないかとも推測されている。
頭巾の下のニコデモの顔はミケランジェロ自身をモデルにしたものだという定説は、やはりヴァザーリの証言による。この人物をニコデモではなく、ニコデモとともにイエスの遺体を引き取りに行ったアリマタヤのヨセフだと解釈する研究者もあるが、頭巾とマントを身につけているのが『ヨハネによる福音書』（3:1 - 21）における「ニコデモが夜ひそかにイエスのもとを訪ねて行った」という記述に対応させたものと考えるのが自然であるため、この見解を支持する研究者は少ない。

## パレストリーナのピエタ

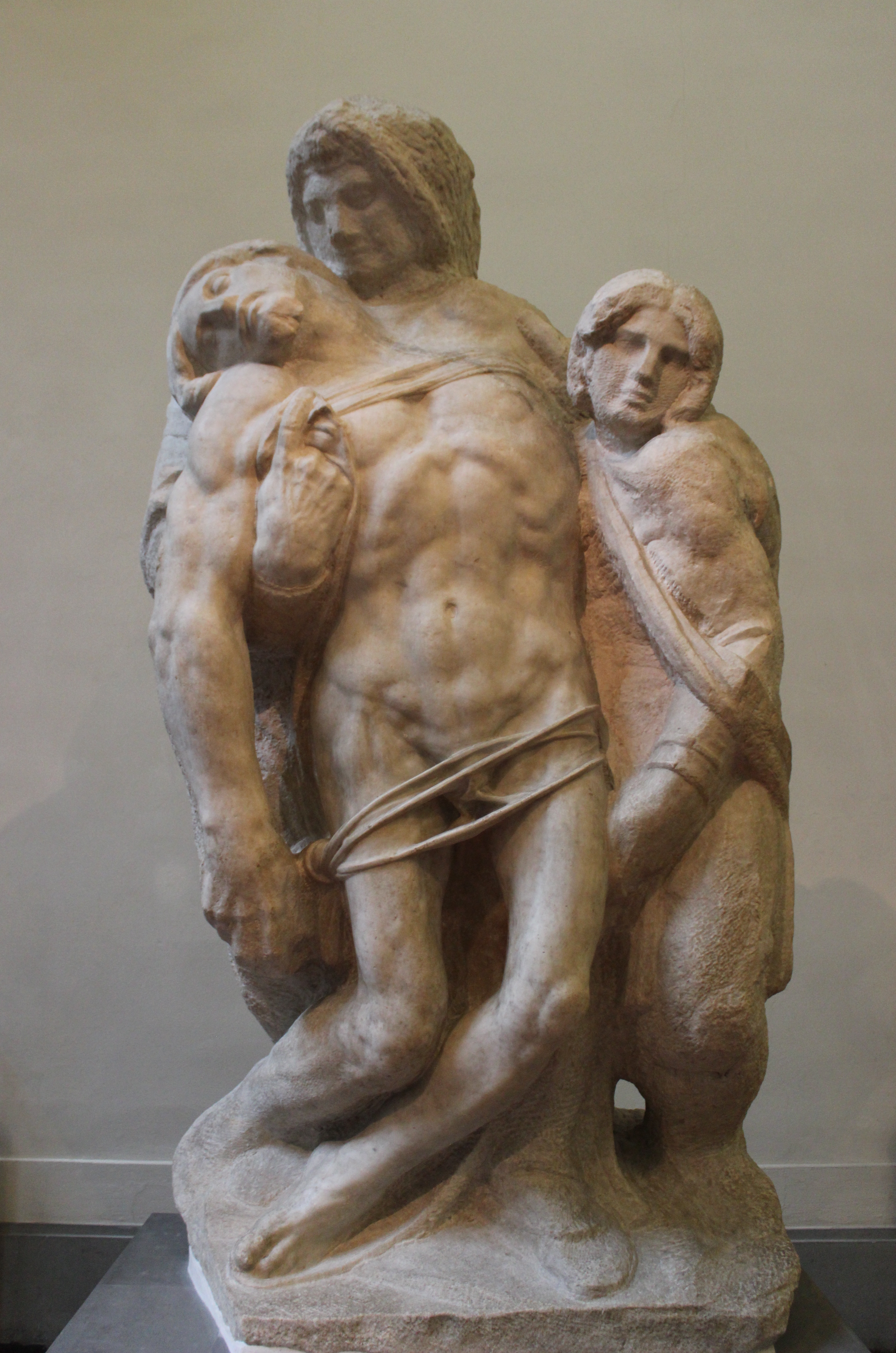
『パレストリーナのピエタ』。

### 概要
この作品がフィレンツェのアカデミア美術館へ収蔵されるようになったのは1939年のことであり、それまでの数世紀のあいだはパレストリーナのサンタ・ロザリア聖堂内に放置されたままとなっていたため『パレストリーナのピエタ』と呼ばれる。1756年にパレストリーナの歴史学者チェコーニがこの作品を「ブオナローティの未完成作品」と著書に記していることや、この作品のためのデッサン（これらが描かれたのが1550年代半ばであるため、本作の制作時期も同じ頃と推定されている）がブオナローティ資料館に残されていることなどから真作とみなしうるが、長らく存在が知られないまま放置されていたことなどから贋作であることを疑う学者も多い。

### 構成
他のピエタと異なり、なかば浮き彫りのような形で表現されているのが大きな特色である。『フィレンツェのピエタ』において構成を乱していたマグダラのマリアに該当する4番目の人物を取り除き、統一感を取り戻している。ニコデモがいた位置には再び聖母マリアが、聖母マリアがいた位置にはマグダラのマリアが据えられた。

### 解釈
聖母の手は力強くイエスの遺骸を支えるために太く表現されており、もはや『サン・ピエトロのピエタ』に見られた古典的な優美さはない。本作とほぼ同時期に構想を抱いた次作『ロンダニーニのピエタ』と同様、典型的なルネサンス様式からの離脱は明らかである。

## ロンダニーニのピエタ

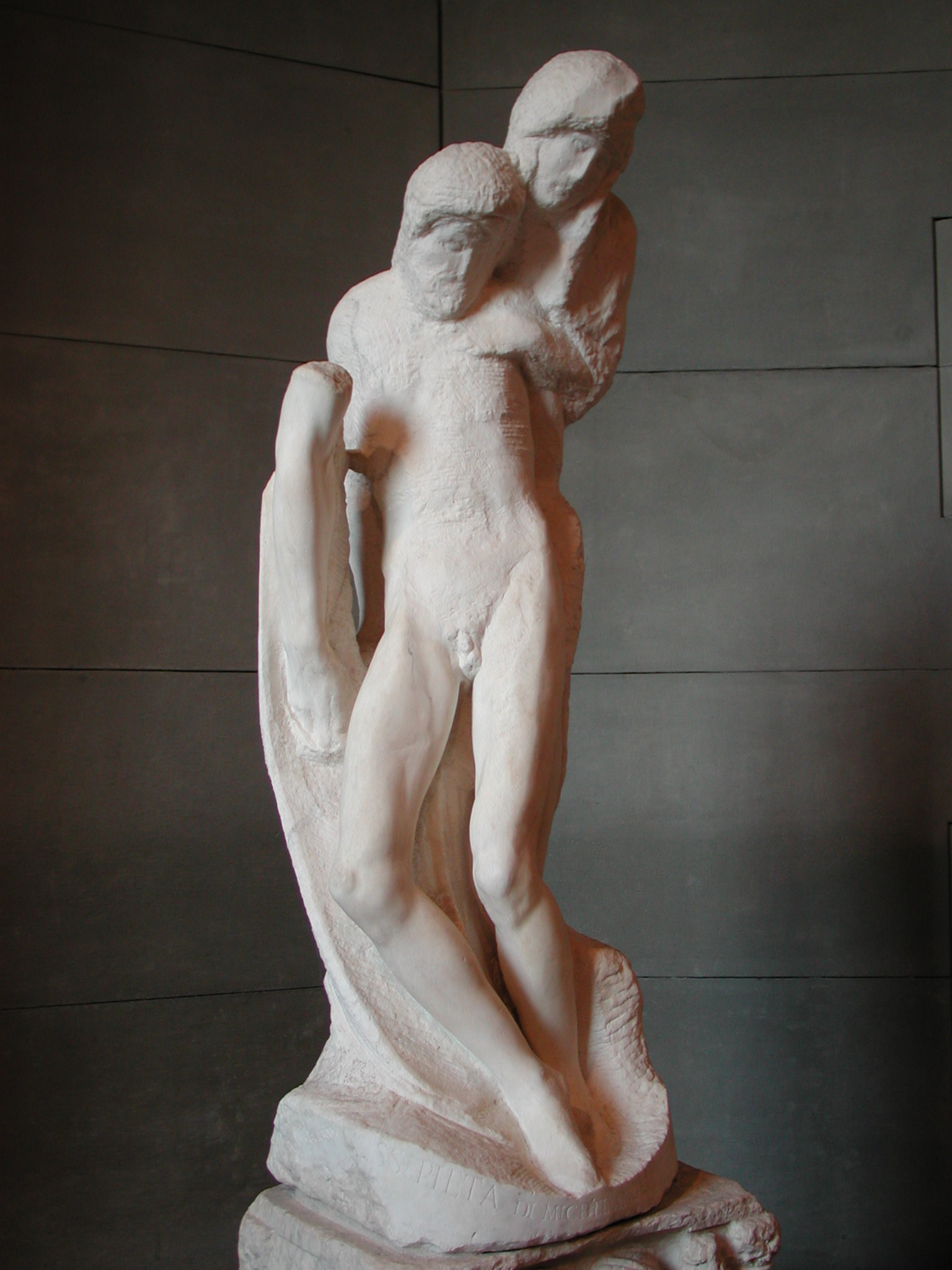
『ロンダニーニのピエタ』。

### 概要
ミケランジェロの第4のピエタ、彼が生前最後に手がけたこの大理石彫刻は、1952年にミラノのスフォルツァ城博物館に収蔵されるまでローマのロンダニーニ邸の中庭に置かれていたことから、『ロンダニーニのピエタ』と呼ばれる。
『ロンダニーニのピエタ』に最初に取り組み始めたのは、『フィレンツェのピエタ』とほぼ同時期であったらしいが、ミケランジェロは一度作業を中断して晩年（1559年頃）に至ってから再開し、晩年の素描や自分の墓に飾るつもりであった『フィレンツェのピエタ』と同様、みずからの死の予感や宗教的霊感を強く抱きながら制作に取り組んだ。腰が曲って頭を上げることすらままならず、さらには視力を失いながらも手探りで鑿を振るい、病に倒れる前日まで制作を続けたと伝えられている。

### 構成
本作において、ミケランジェロは再び「死せるイエスを抱く聖母マリア」という最初のピエタの構想に回帰する。左側に立っている棒状のものは、最初の構想にあったイエスの右腕がそのまま残されたものである。つまり作業が中断された時点ではイエスはもっと前屈みになっており、これからマリアを彫り出すための大理石の塊を背負うような形になっていた。作業の再開にあたってミケランジェロはイエスの前半身を打ち砕き、後ろの塊から改めてイエスを彫り出していったのである。

### 解釈
幽霊のようでみすぼらしくさえあるマリアとイエスは、ミケランジェロの初期のスタイルに代表されるような理想的な像からはかけ離れており、ルネサンス彫刻というよりはゴシック彫刻のやせ細った像との類似がしばしば指摘されている。
この像を後ろから見ると、マリアがイエスを抱いているというよりも、イエスがマリアを背負っているかのように見える。これはイエスを亡くして悲しむマリアをイエスの霊が慰めている様を表現するために、両義的な解釈が可能となるようミケランジェロが意図したのだといわれている。